# 阿德里安·甘迪亚
阿德里安·甘迪亚（西班牙語：Adrián Gandía，1997年12月19日—）是一名波多黎各男子柔道运动员。他在童年时便接触过体操、跆拳道，但在七岁时，他受练柔术的父亲之影响而开始练习柔道。17岁，他移居德国，以便在更高水平的环境下训练。2019年，他再移居至西班牙。他在青年时期主要参加66公斤级的比赛，成年时期主要参加81公斤级的比赛。